# Bodziec bezwarunkowy
Bodziec bezwarunkowy to bodziec na którego wystąpienie organizm jest przygotowany dziedzicznie już w chwili urodzenia – organizm nie musi się go uczyć a reakcje na niego są automatyczne, natychmiastowe i schematyczne. Bodziec bezwarunkowy oddziaływając na organizm wywołuje odruch bezwarunkowy.